# آدیتا سیرواستاو
آدیتا سیرواستاو (به انگلیسی: Aditya Srivastava) (زاده ۲۱ ژوئیه ۱۹۶۸) بازیگر هندی است.
از فیلم‌هایی که وی در آن نقش داشته‌است می‌توان به انتقام‌جو، ملکه راهزنان، میهن، حقیقت، سوپر ۳۰، دلبر زیبا، به دل نگیر دوست من!!، دروازه را ببند و شکارچی اشاره کرد.